# 栃木県道131号金崎停車場線

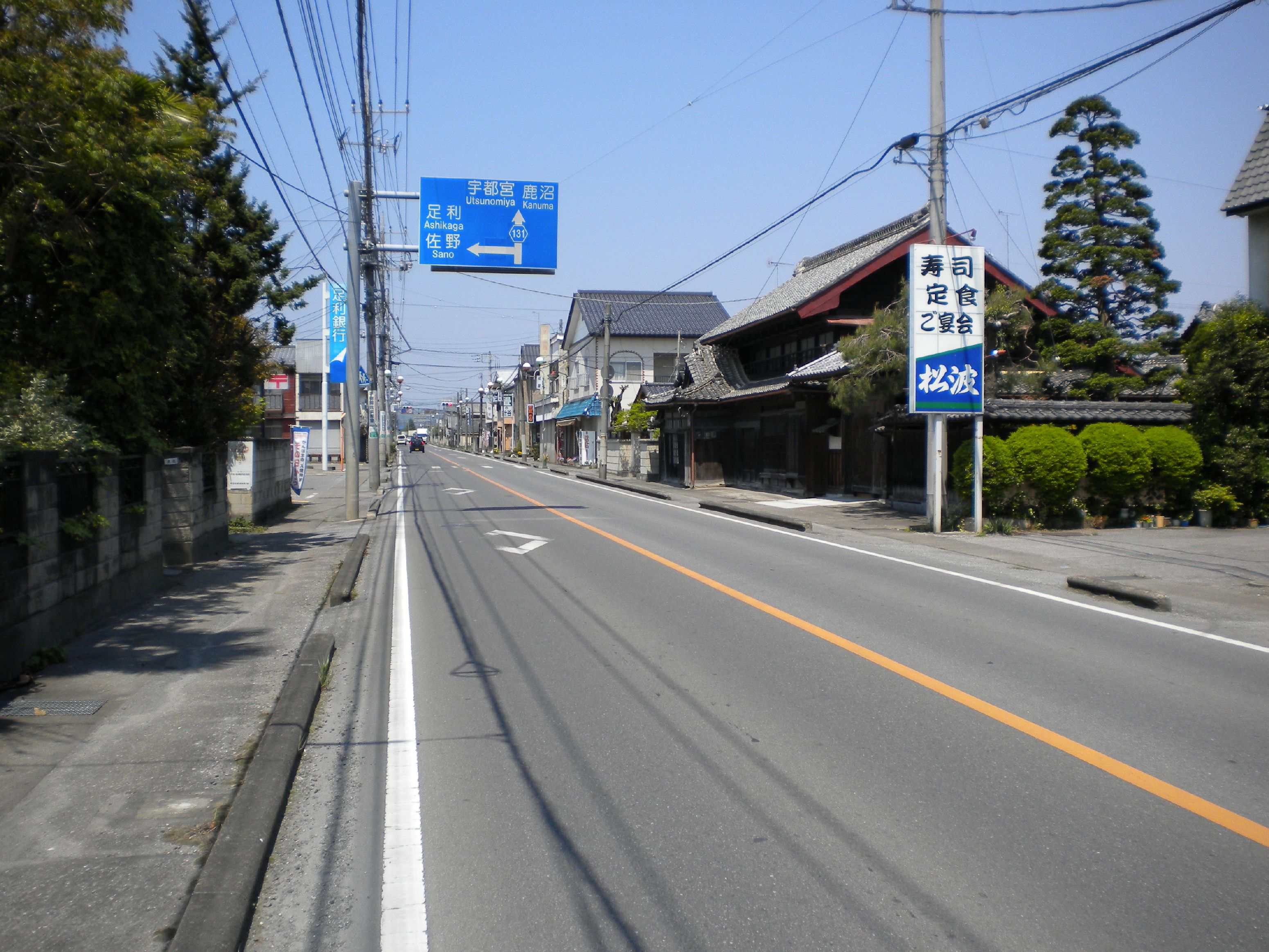
西方町金崎付近

栃木県道131号金崎停車場線（とちぎけんどう131ごう かなさきていしゃじょうせん）は、栃木県栃木市内を通る一般県道である。

## 概要
栃木市西方地域の玄関口である東武日光線東武金崎駅と国道293号を結ぶ路線である。沿線は西方地域の中心街となっている。
路線の大部分は例幣使街道に当たるが、金崎駅入口交差点から終点の小倉橋西交差点までは旧栃木県道3号宇都宮亀和田栃木線であった。県道3号金井家中バイパスの開通により旧道となった当該区間は2008年（平成20年）10月1日より栃木県道3号としての指定を解除され、同時に当該区間が金崎停車場線に追加指定された。追加指定以前は、金崎停車場線は東武金崎駅から金崎駅入口交差点までを結ぶ100mほどの路線であった。

## 路線データ
- 実延長：1.048km[2]
- 起点：栃木県栃木市西方町金崎（金崎停車場）
- 終点：栃木県栃木市西方町金崎（小倉橋西交差点 = 国道293号、栃木県道3号宇都宮亀和田栃木線交点）
- 認定：1961年（昭和36年）4月1日

## 沿線施設
- 東武鉄道日光線 東武金崎駅
- 金崎郵便局
- 足利銀行西方出張所
- 鹿沼相互信用金庫金崎支店